# Hymenophyllum pusillum
Hymenophyllum pusillum là một loài dương xỉ trong họ Hymenophyllaceae. Loài này được Schott, Sturm mô tả khoa học đầu tiên năm 1859.
Danh pháp khoa học của loài này chưa được làm sáng tỏ. 